# Zevender
Zevender is een buurtschap en voormalige gemeente behorende tot de gemeente Lopik in de provincie Utrecht. Het ligt tussen Cabauw en Schoonhoven. Het is een lintdorp zonder dorpskern.

## Geschiedenis
De buurtschap is in de Middeleeuwen gevormd langs een veenstroom, de Lobeke. Deze liep vanuit wat nu de Lopikerwaard is naar Schoonhoven, waar zij uitmondde in de Lek. Dit werd later de Zevender en is nu de Lopikerwetering, die de scheiding vormt tussen de polders Noord-Zevender en Zuid-Zevender.
De bebouwing aan de noordzijde van de stroom ontstond al vóór de 12e eeuw en heette toen Vijftienhoeven. Omdat de ontginningen vanaf de rivier de Vlist in de Bonrepas al eerder hadden plaatsgevonden, kon de ontginning van Zevender niet verder naar het noorden uitbreiden. De percelen van Noord-Zevender zijn daarom korter dan gebruikelijk in deze regio.
In de 13e eeuw kwam het gehucht Vijftienhoeven in het bezit van de familie Zevender. De naam van de familie is overgegaan op zowel de nederzetting als op de veenstroom.
Lange tijd heeft Zevender deel uitgemaakt van zowel Lopik (provincie Utrecht) als Schoonhoven (provincie Zuid-Holland). Van 1813 tot 1857 was Zevender een zelfstandige gemeente. Kerkelijk behoorde de buurtschap tot Willige Langerak, het Populierenlaantje (thans gemeente Krimpenerwaard) vormde het kerkpad tussen de bebouwing en de kerk.

## Versterkt huis
In de buurtschap stond ter hoogte van Lopikerweg 74 een versterkt huis van de familie Zevender. De contouren van het kasteelterrein zijn nog in het landschap te zien.
Deze versterking mag niet verward worden met het Kasteel aan de Zevender dat aan de noordoostzijde van Schoonhoven lag.